# Рожновский (Волгоградская область)
Рожновский — хутор в Новоаннинском районе Волгоградской области России, в составе Филоновского сельского поселения.
Население — 312 (2010) человек.

## История
Хутор Рожновский относился к юрту станицы Филоновской Хопёрского округа Земли Войска Донского (с 1870 — Область Войска Донского). В 1859 года на хуторе проживали 175 мужчин и 184 женщины. Согласно переписи населения 1897 года на хуторе проживали 177 мужчин и 157 женщин, из них грамотных: мужчин — 58 (32,8 %), грамотных женщин — 2 (1,27 %).
Согласно алфавитному списку населённых мест Области Войска Донского 1915 года земельный надел хутора составлял 1655 десятин, здесь проживало 150 мужчин и 139 женщин, имелись хуторское правление, ветряная мельница и два кирпичных завода.
С 1928 году хутор — в составе Новоаннинского района Хопёрского округа (упразднён в 1930 году) Нижне-Волжского края (с 1934 года — Сталинградский край, с 1936 года — Сталинградская область, с 1961 года — Волгоградская область).

## География
Хутор находится в пределах Хопёрско-Бузулукской равнины, являющейся южным окончанием Окско-Донской низменности, на левом берегу реки Бузулук, на высоте около 80-90 метров над уровнем моря. На северо-востоке граничит с хутором Саломатин. На противоположном берегу Бузулука - пойменный лес. Почвы — пойменные нейтральные и слабокислые и чернозёмы южные.
Географическое положение
По автомобильным дорогам расстояние до областного центра города Волгоград составляет 270 км, до районного центра города Новоаннинский — 21 км, до станицы Филоновской - 8,5 км.
Часовой пояс
Рожновский, как и вся Волгоградская область, находится в часовой зоне МСК (московское время). Смещение применяемого времени относительно UTC составляет +3:00.

## Население
Динамика численности населения по годам:
| 1859 | 1873 | 1897 | 1915 | 1987 | 2002 |
| ---- | ---- | ---- | ---- | ---- | ---- |
| 359  | 218  | 334  | 289  | ≈270 | 324  |

| 2010 |
| ---- |
| 312  |

## Транспорт
Через хутор проходит автодорога Новоаннинский - Елань. 